# Selena Silver
Selena Silver (Sídney; 18 de agosto de 1979) es una actriz pornográfica australiana.

## Premios y nominaciones
Premios
- CAVR Award – 2003 Best New Starlet
- CAVR Award – 2004 Best Adult DVD Feature, Selena Silver At Home (director y protagonista)

Nominaciones
- CAVR Award – 2004 Female Performer of the Year
- Rog Awards – 2004 Best New Starlet
- XRCO – 2005 Orgasmic Oralist[2]
- AVN – 2005 Best Oral Sex Scene, Throat Gaggers #6[3]
- AVN – 2005 Best Oral Sex Scene, Blow Me Sandwich #5[3]
- AVN – 2006 Best All-Girl Sex Scene (Video), War of the Girls[4]